# Beny Fernández
Benigno Fernández, nacido el 4 de enero de 1950 en Vigo, más conocido como Beny Fernández, fue un piloto de rally español que compitió en el Campeonato de España de Rally durante los años 70 y 80, logrando como mejor resultado el subcampeonato en 1981 y 1983. Logró diversas victorias en el campeonato español, durante su trayectoria siempre estuvo ligado a la marca Porsche. También compitió en pruebas del campeonato del mundo y del campeonato de Europa y en el Campeonato de Galicia de Rally donde consiguió seis victorias. Actualmente se encuentra retirado de la competición y regenta un concesionario Porsche en su ciudad natal.

## Trayectoria

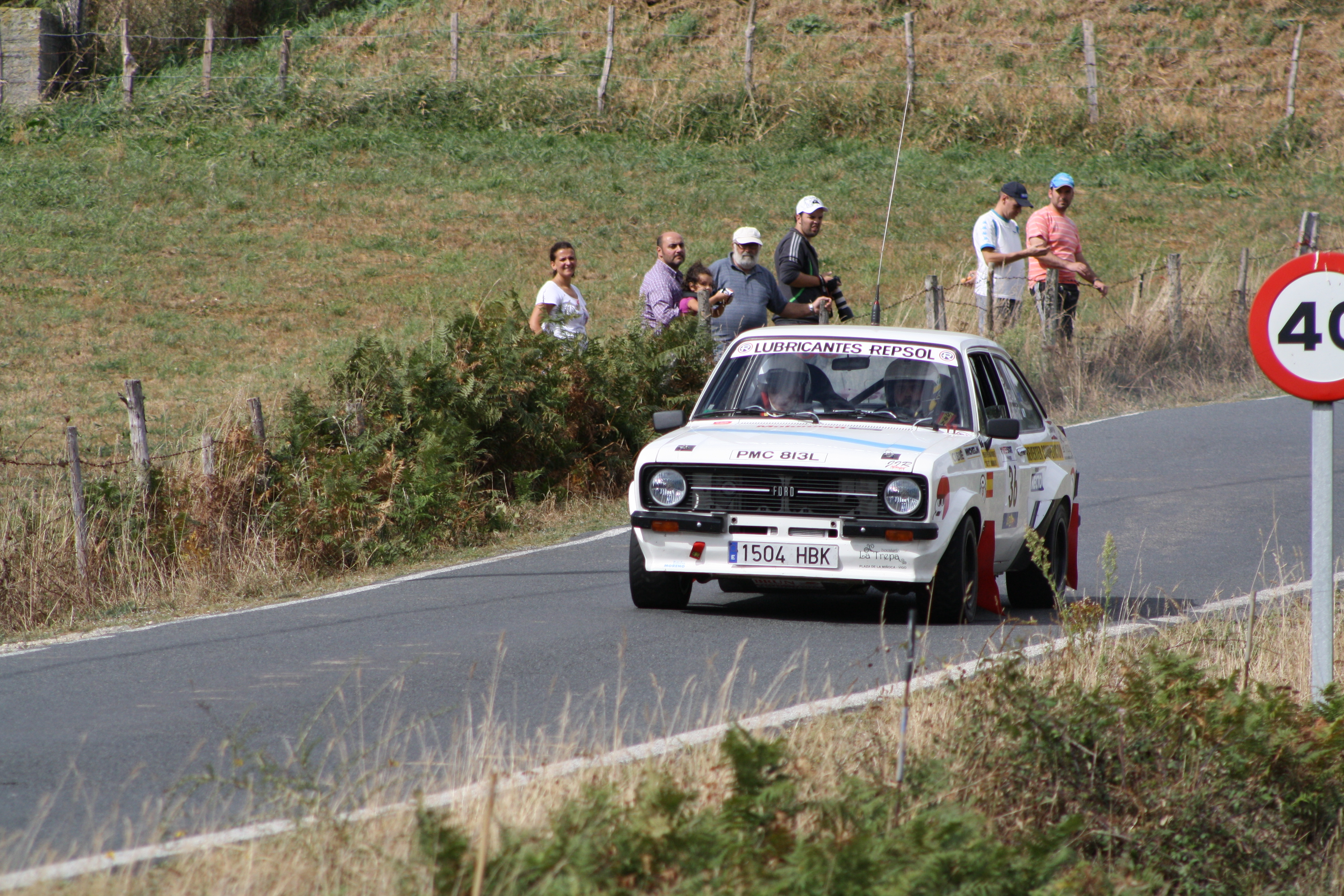
Ford Escort de Beny Fernández con el que ganó el Rally de Ourense de 1977.

Debutó como piloto en el Rally de Tui, en Pontevedra, con un Seat 850 Coupé. Posteriormente conduciría un Seat 1430 y un Mini Cooper. Logró varias victorias en Galicia, en el Rally de Ourense y en el Rally Rías Baixas y en 1974 da el salto al campeonato de España y lograría un asiento como piloto oficial en Seat en el año 1978; donde compitió con un Fiat 131 Abarth. En esa época también corrió pruebas con un BMW 2002 y con el mítico Alpinche de Estanislao Reverter. Este último hizo alguna subida pero en el Rally del Sherry tuvo un accidente en el cual el coche salió malparado.Actualmente se encuentra en fase de reconstrucción.
Compitió también en el mundial, en el Rally de Montecarlo de 1976 y 1977 y en el Rally de Portugal de 1975 y 1976 a bordo de un BMW. Posteriormente también participó en Portugal con un Ford Escort RS en 1977 y 1978. En 1977 gracias a las actuaciones en el extranjero logra finalizar cuarto en el Campeonato de Europa, por delante de Salvador Cañellas.
En 1981 comienza a competir con un Porsche 911 SC, con el que logró varias victorias pero también algún susto y logró el subcampeonato luego de un mal comienzo de la temporada. Con este modelo siguió compitiendo varios años repitiendo resultado en el certamen español de 1982 y 1983, en 1985 ficha por Opel donde logra un asiento en uno de los Opel Manta 400. Con resultados discretos, consigue dos terceros puestos y tiempo después compite con un Opel Kadett GSi antes de su retirada de la competición.

## Palmarés

### Victorias
- Rally Costa Brava 1977
- Rally Cataluña 1979
- Rally Rías Baixas 1981, 1982, 1983
- Rally de Ourense 1976, 1977, 1981, 1984
- Rally de Ferrol 1977
- Rally San Froilán 1983, 1984
- Rally El Corte Inglés 1981

### Resultados destacados
- 4º En el Campeonato de Europa de Rally 1977
- 5º En el Campeonato de Europa de Rally 1986
- 2º En el Campeonato de España de Rally 1976, 1981, 1983
- 3º En el Campeonato de España de Rally 1982, 1986, 1988
- 5º En el Campeonato de España de Rally 1987
- 2º Rally Villa de Llanes 1982, 1985, 1986
- 3º Rally El Corte Inglés 1980[6]